# Integrale Theorie
Als integrale Theorie, auch „integrales Denken“ oder „integrale Weltsicht“ genannt, bezeichnet sich eine Schule von Weltanschauungen, die sich um eine umfassende Sicht des Menschen und der Welt, oft auch des Geistigen und Göttlichen ganz allgemein, bemüht. Es handelt sich nicht um einheitliche oder präzise Theorie im engeren Sinne, sondern um einen Versuch, im Rahmen eines weltweit wachsenden offenen Diskurses verschiedene natur-, human- und geisteswissenschaftliche Denkansätze, sowie Elemente prämoderner, moderner und postmoderner, östlicher und westlicher Weltsichten, und rationale und spirituelle Gedanken in einen kohärenten Zusammenhang zu stellen und zu integrieren.
In einem engeren Sinn zugehörig sind die Autoren Aurobindo Ghose, Jean Gebser, Johannes Heinrichs und Ken Wilber und deren Schüler. Dabei berufen sich diese auf die Tradition anderer Autoren wie Lessing, Hegel oder Teilhard de Chardin; eine eng verwandte Theorie ist Spiral Dynamics. Rudolf Bahro und Maik Hosang verstehen sich selbst auch als Vertreter der integralen Theorie, was unter anderen Mitgliedern dieser Schule jedoch bestritten wird. Denker wie Hermann Lotze, Max Scheler und Nicolai Hartmann oder Pitirim Sorokin gelten heutigen Vertretern der integralen Theorie als integrale Denker avant la lettre.

## Überblick
Die integrale Theorie ist ein systematisches Modell für eine holistische, kosmisch-evolutionäre Welterklärung ohne materialistische Reduktion, sondern unter Einbeziehung der Eigenart und Wirksamkeit des Geistigen im Kosmos. Sie geht davon aus, dass die in der modernen Wissenschaft stark ausdifferenzierten Wirklichkeitsbereiche von Natur, Mensch, Wirtschaft, Gesellschaft und Kultur in der Realität vielfältig verflochten sind. Für eine zukunftsfähige oder nachhaltige Entwicklung braucht es daher neben den Einzel- oder Fachwissenschaften auch die Welt als Ganzes auf neue, moderne integrierende Denkansätze, Forschungen und Theorien.
Einer der wichtigsten gegenwärtigen Vertreter der integralen Theorie, Ken Wilber, vertritt die Auffassung, dass auch mystische und spirituelle Erfahrungen Wissen über die Natur vermitteln können und deshalb in einem umfassenden Weltmodell ebenso wie wissenschaftliche Erkenntnisse berücksichtigt werden müssen. Mittels geeigneter Übungsmethoden wie der Meditation sei es sogar möglich, diese intersubjektiv zu überprüfen. Dies wird auch mit der Verbreitung dieser spirituellen Erfahrungen quer durch viele Kulturen und Epochen sowie ihrer prinzipiellen Zugänglichkeit durch meditative Praxis begründet.
Nach Ken Wilber bestünde die Aufgabe eines integralen Theoretikers nicht darin, alle existierenden Theorien zu betrachten und zu entscheiden, welche davon „richtig“ sei. Vielmehr müsse er erklären, in welchem Kontext die Gesamtheit dieser Ideen „richtig“ sein könne. Denn all diese Theorien in Wissenschaft, Kunst und Spiritualität würden ja tatsächlich praktiziert und man müsse daher nach der Struktur des Kosmos fragen, der ein Aufkommen so vieler grundverschiedener Disziplinen gestatte. Es sei also die Frage nach der Architektur des Universums selbst zu stellen.
Ein weiterer wichtiger Aspekt integraler Theorie besteht darin, zwischen den verschiedenen Ansätzen zur menschlichen Subjektivität zu vermitteln. So wird einerseits davon ausgegangen, dass das individuelle Ich oder Ego nicht die höchste Qualität menschlicher Handlungsfähigkeit darstellt, sondern in einem komplexeren transpersonalen Selbst aufgehen kann, das auch die anderen Wesen im eigenen Denken, Fühlen und Handeln berücksichtigt. Andererseits wird jedoch die Bedeutung des Ich als zentrale Instanz individueller Handlungsfähigkeit betont und sich damit von spirituellen Ansätzen abgegrenzt, welche das Ich in universeller Einheit auflösen möchten.
Davon abweichend ist der integrale Ansatz des Komponisten/Philosophen H.Johannes Wallmann. Er geht von der gegenseitigen Bedingtheit von Idee und Materie aus, widerspricht den Vereinseitigungen von Idealismus und Materialismus und denkt auf dieser Grundlage Moderne und Anthropozän neu.

## Vertreter und Rezeption
Die wissenschaftliche Rezeption dieses Ansatzes, die Zersplitterung der Disziplinen zu überwinden und sie stattdessen zusammenzuführen, ist in den letzten Jahren gewachsen, so liegen inzwischen Anwendungen u. a. aus dem Bereich des Management, der Organisationstheorie, der Psychotherapie und der Ökologie vor.
Neben Ken Wilber gelten Don Beck, Jean Gebser, Ervin László und Michael Murphy als neuere Vertreter einer derartigen Weltsicht. Auch der kultur- und sozialökologische Denkansatz von Maik Hosang wird als integral bezeichnet. Seine Habilitationsschrift "Der integrale Mensch - Homo sapiens integralis" verband integrale Theorien mit den etablierten Wissenschaften. In seinem Science-Roman „Eves Welt. Liebe in Zeiten des Klimawandels“ entwickelt Hosang die Vision einer überwundenen Spaltung zwischen Rationalität und Gefühl, welche die moderne Wissenschaft, Wirtschaft und Gesellschaft kennzeichnet, in einer Welt bewusst entwickelter und gelebter Liebe als komplexe Sinn- und Glückserfüllung. Andere Vertreterinnen und Vertreter waren oder sind Aurobindo Ghose, Susanne Cook-Greuter Stanislav Grof, Steve McIntosh und Johannes Heinrichs.

## Institutionen

### Deutschland
Im deutschen Sprachraum hat das Integrale Forum e. V. das Bestreben, die Integrale Theorie insbesondere nach dem Ansatz von Ken Wilber bekannter zu machen. Der Verein ist gleichzeitig übergeordneter Verbund verschiedener „Integraler Salons“ (in der Tradition der literarischen Salons) in Deutschland, Österreich und Luxemburg. In der Schweiz vertritt das Integrale Forum Schweiz ähnliche Ziele.
In Deutschland wurde 2004 die Integralis-Akademie gegründet, um die Theorie in der modernen Persönlichkeitsentwicklung praktisch umzusetzen. Sie bildet deutschlandweit Integrale Berater aus und bietet ein Netzwerk von praktizierenden Integralis-Beratern. Sie wurde von Ken Wilber 2020 zum Zwecke der Umsetzung seiner Theorie ins Praktische empfohlen.

### Schweiz
Die Integrale Akademie mit Sitz in Basel bietet seit 2022 eine Integrale Grundausbildung an, welche explizit die Entwicklung des menschlichen Bewusstseins (Growing up) fördert.
Seit 2012 bietet die Genossenschaft IntegralSchweiz (früher: Verein für Integrales Leben) ein Kursprogramm an, welches auf der Integralen Theorie nach Ken Wilber beruht. Die Ausführung orientiert sich an der Integralen Lebenspraxis, welche von Wilber et al. 2006 im gleichnamigen Buch vorgestellt wurde.
Die Aktiengesellschaft IntegralWorks unterhält ein ähnliches Angebot für Organisationen.
Unter dem Namen Integrale Politik Schweiz besteht in der Schweiz seit 2011 eine kleine politische Partei, die ein Welt- und Menschenbild gemäß der integralen Theorie vertritt.
Der Verein für Integrale Architektur und Lebensraumgestaltung (VIAL), ebenfalls in der Schweiz, vertritt eine Integrale Architektur, die sich unter anderem bei der Durchführung von Bauvorhaben auf die Integrale Theorie nach Wilber stützt, und als übergeordnetes Ziel formuliert, „durch die gleichberechtigte Integration und Verbindung objektiver, subjektiver, kultureller und systemischer Aspekte bei der Planung und Errichtung von Bauwerken, menschliche Bedürfnisse und Interessen mit der natürlichen Umwelt in Einklang zu bringen.“
Ausgehend von den integralen Theorie- und Praxisansätzen Rudolf Bahros und Maik Hosangs gründete sich 2020 die Bewusstseinsstiftung. Deren Ziel ist es, das schöpferische Zusammenspiel innerer und äußerer bzw. geistiger und materieller Dimensionen konkreter zu erforschen und davon ausgehend Erfahrungsräume für die Entwicklung individueller und kollektiver Bewusstseinsqualitäten bereitzustellen.

## Praktische Anwendungen
Die Integrale Lebenspraxis ist ein Konzept der Persönlichkeitsentwicklung, das auf der Integralen Theorie beruht.
Auf der Grundlage des sogenannten AQAL-Modell (für: all quadrants, all levels), das wiederum auf das Quadrantenmodell von Ken Wilber zurückgeht, soll eine ausgewogene Entwicklung in möglichst vielen Bereichen des persönlichen Lebens und in sozialen Gemeinschaften, wie z. B. in der Familie und in der Partnerschaft, im Berufsleben, in religiösen Gemeinschaften, der Nachbarschaft usw. erreicht werden. Für die Anwendung der Integralen Lebenspraxis wird empfohlen, aus jedem der folgenden Bereiche mindestens ein Modul zur regelmäßigen, möglichst täglichen Übung Praxis zu finden. Somit wird die Entwicklung in allen vier Quadranten und in allen Linien gefördert – und damit sowohl das Wachstum durch die Strukturen des Bewusstseins, als auch die Schulung der meditativen Zustände. Körper, Geist (engl. mind), Schatten und GEIST (engl. spirit).
Der Bereich der Körperpraxis, auch "Körpermodul" genannt, umfasst sämtliche Ansätze und Praktiken, die sich dem Körper widmen – sowohl dem grobstofflichen als auch dem feinstofflichen = subtilen und dem kausalen Körper, der im spirituellen Kontext auch als der "formlose Körper" oder der Körper des Tiefschlafs bezeichnet wird. Mögliche Übungen in diesem Modul können aus den Bereichen Yoga, Krafttraining, Ernährung, Schlaf etc. kommen.

## Kritische Betrachtung
Der Autor, Journalist und HR-Experte Patrick Vermeren weist darauf hin,  dass Wilber wissenschaftliche Methoden ablehnt. Seine Integrale Theorie bezeichnet Vermeren als spekulativ und unwissenschaftlich. Er nennt dafür folgende Argumente:
- Ablehnung der wissenschaftlichen Methode: Ken Wilber lehnt zentrale Prinzipien der wissenschaftlichen Methode ab. Er argumentiert, dass die Wissenschaft nicht ausreicht, um die Realität zu erklären, und lehnt einige grundlegende Ideen der Evolutionstheorie ab. Diese Haltung rückt seine Theorie in die Nähe von Kreationismus und entfernt sie von wissenschaftlich fundierten Ansätzen.
- Starke Einflüsse von Mystizismus: Wilber stützt sich stark auf mystische Konzepte, insbesondere aus dem Hinduismus, wie die Lehren von Ramana Maharshi. Diese esoterischen Einflüsse widersprechen der wissenschaftlichen Forschung und sind problematisch, da sie keine empirische Basis haben.
- Verknüpfung mit Spiral Dynamics: Wilber hat in seiner Integral Theory stark auf die Ideen von Clare W. Graves und Spiral Dynamics aufgebaut. Da diese Theorien selbst schon umstritten sind, ist Wilbers Ansatz ebenfalls als pseudowissenschaftlich anzusehen.
- Unklare und spekulative Theorien: Wilbers Integrale Theorie ist unklar, spekulativ und stark ideologisch. Seine Ansätze versuchen, viele Disziplinen und Wissensbereiche miteinander zu vereinen, was zu einer überladenen und oft verwirrenden Theorie führt, die in der Praxis schwer anwendbar ist.